# Дискографија Ејми Вајнхаус
Дискографија Ејми Вајнхаус, енглеске певачице, комплетан је списак њених издатих албума, синглова и видеа којих је издало више издавачких кућа. У својој каријери певачица је издала два студијска албума, један лајв албума, три компилацијска албума, три видео албума, четири ЕПа, четрнаест синглова (од тога једанаест синглова као главни извођач и три као гостујући извођач) и четрнаест музичких видео-спотова. До времена њене смрти 23. јула 2011. године, Вајнхаус је продала преко 1,75 милиона синглова и преко 3,98 милиона албума у Уједињеном Краљевству. Такође, до тога датума, она је  продала близу 3,4 милиона песама и 2,7 милиона албума у Сједињеним Америчким Државама.
Први дебитантски студијски албум Ејми Вајнхаус, под насловом Frank, је био објављен у октобру 2003. године и био је позициониран на месту број три на топ-листи UK Albums Chart у Уједињеном Краљевству. Било како било, ниједан од четири синглова објављених на албуму није успео да се пласира у топ педесет на топ-листи UK Singles Chart у Уједињеном Краљевству. Њен други по реду студијски албум, под насловом Back to Black, био је објављен у октобру 2006. године. Албум се позиционирано на месту број један на топ-листи UK Albums Chart и на месту број седам на топ-листи Билборд 200 у Сједињеним Америчким Државама. Албум је чак једанаест пута био сертификован платинумским издањем од стране Британског удружења дискографских кућа (BPI) након чега је проглашен за најпродаванији албум у Уједињеном Краљевству за 2007. годину. Први на листи сингл са албума, под насловом Rehab, био је позициониран на месту број седам у Уједињеном Краљевству и на месту број девет на топ-листи Билборд хот 100 у Сједињеним Америчким Државама. Други сингл са албума, под насловом You Know I'm No Good, био је позициониран на месту број осамнаест у Уједињеном Краљевству. Остали синглови са албума су били Tears Dry on Their Own, Love Is a Losing Game и истоимена насловна нумера која се позиционирала на месту број осам у Уједињеном Краљевству. Делукс едиција студијског албума Back to Black, која је у Уједињеном Краљевству била објављена у новембру 2007. године, се као и стандардна едиција такође позиционирала на месту број један на топ-листама у Уједињеном Краљевству. Закључно са октобром 2018. године, студијски албум Ејми Вајнхаус Back to Black је био продат у 3,93 милиона примерака, што га је учинило 13. по реду најпродаванијим албумом у Уједињеном Краљевству свих времена.
Ејми Вајнхаус је сарађивала са осталим извођачима, као вокал у песми Valerie извођача Марка Ронсона, на његовом соло албуму Version. Песма је била позиционирана на месту број два у Уједињеном Краљевству. Она је такође билa гостујући извођач на синглу B Boy Baby бивше чланице групе Шугабејбс Мутје Буене, на њеном дебитантском студијском албуму Real Girl. Последње студијско издање Ејми Вајнхаус била је песма Body and Soul у дуету са Тонијем Бенетом. Песма је била објављена на њеном постхумно издатом компијацијском албуму Lioness: Hidden Treasures и на студијском албуму Тонија Бенета Duets II. Године 2015, објављен је критички документарни филм Amy, који описује живот и смрт Ејми Вајнхаус, којег чини саундтрек под истим именом, садржи њене најпознатије песме као и претходно необјављене њене песме, ретке уживо сесије, кавере и песме направљене од стране филмског продуцента Антонија Пинта. То је био други постхумно издати компилацијски албум Ејми Вајнхаус. Саундтрек је био позициониран на месту број деветнаест на топ-листи UK Albums Chart у Уједињеном Краљевству.

## Албуми

### Студијски албуми
| Наслов албума | Детаљи албума                                                                                                  | Позиције на топ-листама | Позиције на топ-листама | Позиције на топ-листама | Позиције на топ-листама | Позиције на топ-листама | Позиције на топ-листама | Позиције на топ-листама | Позиције на топ-листама | Позиције на топ-листама | Позиције на топ-листама | Број продатих примерака                           | Сертификат(и) |
| Наслов албума | Детаљи албума                                                                                                  | УК                      | АУС                     | АУТ                     | ФРА                     | НЕМ                     | ИРС                     | ХОЛ                     | НЗЛ                     | ШВА                     | САД                     | Број продатих примерака                           | Сертификат(и) |
| ------------- | --- | ----------------------- | ----------------------- | ----------------------- | ----------------------- | ----------------------- | ----------------------- | ----------------------- | ----------------------- | ----------------------- | ----------------------- | ------------------------------------------------- | --- |
| Frank         | - Датум објављивања: 20. октобар 2003. година - Издавачка кућа: Ајланд - Формат(и): CD, LP, дигитални даунлоуд | 3                       | 23                      | 5                       | 9                       | 9                       | 9                       | 7                       | 22                      | 16                      | 33                      | - УК: 1.000.000 - САД: 315.000                    | - BPI: 3× платинумски - ARIA: златни - BVMI: платинумски - IFPI АУТ: златни - IFPI ШВА: платинумски |
| Back to Black | - Датум објављивања: 27. октобар 2006. година - Издавачка кућа: Ајланд - Формат(и): CD, LP, дигитални даунлоуд | 1                       | 4                       | 1                       | 1                       | 1                       | 1                       | 1                       | 1                       | 1                       | 2                       | - ШС: 12.000.000 - УК: 3.930.000 - САД: 3.000.000 | - BPI: 13× платинумски - ARIA: 3× платинумски - BVMI: 6× платинумски - IFPI АУТ: 7× платинумски - IFPI ШВА: 7× платинумски - NVPI: 5× платинумски - RIAA: 2× платинумски - RMNZ: 3× платинумски - SNEP: 2× платинумски |

### Уживо албуми
| Наслов албума            | Детаљи албума                                                                                                  | Позиције на топ-листама | Позиције на топ-листама | Позиције на топ-листама | Позиције на топ-листама | Позиције на топ-листама | Позиције на топ-листама |
| Наслов албума            | Детаљи албума                                                                                                  | УК                      | АУТ                     | ФРА                     | НЕМ                     | ХОЛ                     | САД р&б                 |
| ------------------------ | --- | ----------------------- | ----------------------- | ----------------------- | ----------------------- | ----------------------- | ----------------------- |
| Amy Winehouse at the BBC | - Датум објављивања: 19. новембар 2012. година - Издавачка кућа: Ајланд, Лајонес - Формат(и): CD + DVD сет, LP | 83                      | 68                      | 54                      | 54                      | 41                      | 41                      |

### Компилацијски албуми
| Наслов албума                                                                                                | Детаљи албума | Позиције на топ-листама | Позиције на топ-листама | Позиције на топ-листама | Позиције на топ-листама | Позиције на топ-листама | Позиције на топ-листама | Позиције на топ-листама | Позиције на топ-листама | Позиције на топ-листама | Позиције на топ-листама | Број продатих примерака                      | Сертификат(и) |
| Наслов албума                                                                                                | Детаљи албума | УК                      | АУС                     | АУТ                     | ФРА                     | НЕМ                     | ИРС                     | ХОЛ                     | НЗЛ                     | ШВА                     | САД                     | Број продатих примерака                      | Сертификат(и) |
| --- | --- | ----------------------- | ----------------------- | ----------------------- | ----------------------- | ----------------------- | ----------------------- | ----------------------- | ----------------------- | ----------------------- | ----------------------- | -------------------------------------------- | --- |
| Lioness: Hidden Treasures                                                                                    | - Датум објављивања: 2. децембар 2011. година - Издавачка кућа: Ајланд, Лајонес - Formats: CD, LP, дигитални даунлоуд | 1                       | 8                       | 1                       | 2                       | 3                       | 4                       | 1                       | 2                       | 1                       | 5                       | - ШС: 2.400.000 - УК: 750.000 - САД: 423.000 | - BPI: 2× платинумски - ARIA: златни - BVMI: платинумски - IFPI АУТ: платинумски - IFPI ШВА: Platinum - IRMA: 2× платинумски - RMNZ: платинумски |
| Amy | - Датум објављивања: 30. октобар 2015. година - Издавачка кућа: Ајланд - Формат(и): CD, LP, дигитални даунлоуд        | 19                      | —                       | —                       | —                       | —                       | —                       | 51                      | —                       | 57                      | —                       |                                              | - BPI: сребрни |
| "—" озачава издање које или није дебитовало на тој топ-листи или није дебитовало у/на тој држави/територији. | |                         |                         |                         |                         |                         |                         |                         |                         |                         |                         |                                              | |

### Бокс-сетови
| Frank & Back to Black                                                                                        | - Датум објављивања: 21. новембар 2008. година - Издавачка кућа: Ајланд - Формат(и): 4-CD, digital download | 10 | 18 | 38  | —  | 48 | 16 | 20 |
| The Album Collection                                                                                         | - Датум објављивања: 21. септембар 2012. година - Издавачка кућа: Ајланд - Формат(и): CD                    | —  | —  | 109 | 95 | —  | —  | 86 |
| Amy Winehouse at the BBC: Deluxe Box Set                                                                     | - Датум објављивања: 19. новембар 2012. година - Издавачка кућа: Ајланд, Лајонес - Формат(и): 3-DVD + CD    | —  | —  | —   | —  | —  | —  | —  |
| The Collection                                                                                               | - Датум објављивања: 11. децембар 2015. година - Издавачка кућа: Ајланд - Формат(и): 8-LP                   | —  | —  | —   | 95 | —  | —  | —  |
| "—" озачава издање које или није дебитовало на тој топ-листи или није дебитовало у/на тој држави/територији. | |    |    |     |    |    |    |    |

## ЕПови
| Sessions@AOL                                                                                                 | - Released: 1 June 2004 - Издавачка кућа: Ајланд - Фирмат(и): дигитални даунлоуд                          | —   |
| [[iTunes Festival: London 2007]]                                                                             | - Датум објављивања: 13. август 2007. година - Издавачка кућа: Ајланд - Фирмат(и): дигитални даунлоуд     | —   |
| Back to Black: B-Sides                                                                                       | - Датум објављивања: 15. јануар 2008. година - Издавачка кућа: Јуниверзал - Фирмат(и): дигитални даунлоуд | 101 |
| Frank (B-Sides)                                                                                              | - Датум објављивања: 13. мај 2008. година - Издавачка кућа: Јуниверзал - Фирмат(и): дигитални даунлоуд    | —   |
| "—" озачава издање које или није дебитовало на тој топ-листи или није дебитовало у/на тој држави/територији. | |     |

## Синглови

### Као главни извођач
| Наслов сингла                                                                                                | Година издања | Позиције на топ-листама | Позиције на топ-листама | Позиције на топ-листама | Позиције на топ-листама | Позиције на топ-листама | Позиције на топ-листама | Позиције на топ-листама | Позиције на топ-листама | Позиције на топ-листама | Позиције на топ-листама | Сертификат(и)                                                                 | Албум                     |
| Наслов сингла                                                                                                | Година издања | УК                      | АУС                     | АУТ                     | ФРА                     | НЕМ                     | ИРС                     | ХОЛ                     | НЗЛ                     | ШВА                     | САД СА                  | Сертификат(и)                                                                 | Албум                     |
| --- | ------------- | ----------------------- | ----------------------- | ----------------------- | ----------------------- | ----------------------- | ----------------------- | ----------------------- | ----------------------- | ----------------------- | ----------------------- | ----------------------------------------------------------------------------- | ------------------------- |
| "Stronger Than Me"                                                                                           | 2003          | 71                      | —                       | —                       | —                       | —                       | —                       | 87                      | —                       | —                       | —                       |                                                                               | Frank                     |
| "Take the Box"                                                                                               | 2004          | 57                      | —                       | —                       | —                       | —                       | —                       | —                       | —                       | —                       | —                       |                                                                               | Frank                     |
| "In My Bed" / "You Sent Me Flying"                                                                           | 2004          | 60                      | —                       | —                       | —                       | —                       | —                       | —                       | —                       | —                       | —                       |                                                                               | Frank                     |
| "Fuck Me Pumps" / "Help Yourself"                                                                            | 2004          | 65                      | —                       | —                       | —                       | —                       | —                       | —                       | —                       | —                       | —                       |                                                                               | Frank                     |
| "Rehab" | 2006          | 7                       | 27                      | 19                      | 11                      | 23                      | 21                      | 13                      | 12                      | 11                      | 9                       | - BPI: платинумски - IFPI ШВА: платинумски - RIAA: платинумски - RMNZ: златни | Back to Black             |
| "You Know I'm No Good"                                                                                       | 2007          | 18                      | 89                      | 50                      | 17                      | 71                      | 39                      | 27                      | —                       | 7                       | 77                      | - BPI: златни - IFPI ШВА: платинумски                                         | Back to Black             |
| "Back to Black"                                                                                              | 2007          | 8                       | 56                      | 3                       | 15                      | 8                       | 11                      | 18                      | —                       | 8                       | —                       | - BPI: платинумски - BVMI: златни - IFPI ШВА: платинумски - RIAA: платинумски | Back to Black             |
| "Tears Dry on Their Own"                                                                                     | 2007          | 16                      | —                       | —                       | 87                      | 56                      | 26                      | 100                     | —                       | —                       | —                       | - BPI: златни                                                                 | Back to Black             |
| "Love Is a Losing Game"                                                                                      | 2007          | 33                      | —                       | —                       | —                       | —                       | 33                      | 88                      | —                       | —                       | —                       | - BPI: сребрни                                                                | Back to Black             |
| "Body and Soul" (са Тонијем Бенетом)                                                                         | 2011          | 40                      | 97                      | 36                      | 27                      | 31                      | —                       | 9                       | —                       | 35                      | 87                      |                                                                               | Lioness: Hidden Treasures |
| "Our Day Will Come"                                                                                          | 2011          | 29                      | —                       | —                       | 54                      | —                       | —                       | 52                      | —                       | 69                      | —                       |                                                                               | Lioness: Hidden Treasures |
| "—" озачава издање које или није дебитовало на тој топ-листи или није дебитовало у/на тој држави/територији. |               |                         |                         |                         |                         |                         |                         |                         |                         |                         |                         |                                                                               |                           |

### Као гостујући извођач
| "Valerie" (Марк Ронсон у дуету са Ејми Вајнхаус)                                                             | 2007 | 2   | 34 | 5 | 3 | 3 | 1 | 29 | 4 | - BPI: платинумски - BVMI: златни | Version      |
| "B Boy Baby" (Мутја Буена у дуету са Ејми Вајнхаус)                                                          | 2007 | 73  | —  | — | — | — | — | —  | — |                                   | Real Girl    |
| "Cherry Wine" (Нас у дуету са Ејми Вајнхаус)                                                                 | 2012 | 144 | —  | — | — | — | — | —  | — |                                   | Life Is Good |
| "—" озачава издање које или није дебитовало на тој топ-листи или није дебитовало у/на тој држави/територији. |      |     |    |   |   |   |   |    |   |                                   |              |

## Остале позициониране песме
| Наслов песме                                                                                                 | Година издања | Позиције на топ-листама | Позиције на топ-листама | Позиције на топ-листама | Позиције на топ-листама | Позиције на топ-листама | Позиције на топ-листама | Позиције на топ-листама | Сертификат(и)  | Албум                     |
| Наслов песме                                                                                                 | Година издања | УК                      | АУТ                     | НЕМ                     | ИРС                     | ХОЛ                     | ШВА                     | САД Bub.                | Сертификат(и)  | Албум                     |
| --- | ------------- | ----------------------- | ----------------------- | ----------------------- | ----------------------- | ----------------------- | ----------------------- | ----------------------- | -------------- | ------------------------- |
| "Valerie" (соло лајв луџ верзија)                                                                            | 2007          | 37                      | 35                      | 48                      | 33                      | 4                       | —                       | —                       | - BPI: сребрни | Back to Black             |
| "Cupid" | 2008          | —                       | —                       | —                       | —                       | —                       | 49                      | —                       |                | Back to Black             |
| "Will You Still Love Me Tomorrow?" (2011)                                                                    | 2011          | 62                      | —                       | —                       | —                       | —                       | —                       | 3                       |                | Lioness: Hidden Treasures |
| "—" озачава издање које или није дебитовало на тој топ-листи или није дебитовало у/на тој држави/територији. |               |                         |                         |                         |                         |                         |                         |                         |                |                           |

## Гостујућа појављивања
| Наслов песме                                           | Година издања | Албум                                          |
| ------------------------------------------------------ | ------------- | ---------------------------------------------- |
| "Get Over It" (JTWR у дуету са Ејми Вајнхаус)          | 2004          | 1xtra & DJ Excalibah Present: We Got Next      |
| "Will You Still Love Me Tomorrow?"                     | 2004          | Bridget Jones: The Edge of Reason              |
| "Best for Me" (са Тајлер Џејмс)                        | 2005          | The Unlikely Lad                               |
| "To Know Him Is to Love Him"                           | 2007          | The Saturday Sessions: The Dermot O'Leary Show |
| "I Saw Mummy Kissing Santa Claus" (уживо)              | 2008          | The Best of Christmas                          |
| "It's My Party" (Квинси Џонс у дуету са Ејми Вајнхаус) | 2010          | Q: Soul Bossa Nostra                           |

## Видеографија

### Видео албуми
| Наслов албума                                                     | Детаљи албума | Напомене |
| ----------------------------------------------------------------- | --- | --- |
| [[Sympatico MSN Presents Amy Winehouse Live @ The Orange Lounge]] | - Датум снимања: 11. мај 2007. година - Датум објављивања: 23. октобар 2007. година - Издавачка кућа: Јуниверзал Рипаблик - Формат(и): DVD | - Убачени студијске изведбе песама Back to Black, Rehab, You Know I'm No Good и Love Is a Losing Game - Албум праћен гитаристом Бинкијем Гриптитом, чланом групе Sharon Jones & The Dap-Kings - Снимано у музичком студију Orange Lounge Recording Studio у Торонту, Канада - Садржи бонус DVD на Best Buy-овој ексклузивној делукс едицији студијског албума Back to Black |
| I Told You I Was Trouble: Live in London                          | - Датум снимања: 9. март 2007. година - Датум објављивања: 5. новембар 2007. година - Издавачка кућа: Ајланд - Формат(и): DVD, блу-реј     | - Уживо концерт на Shepherd's Bush Empire-у, Лондон, Енглеска, Уједињено Краљевство - Такође садржи документарац фокусиран на порасту њене популарности |
| In Concert 2007                                                   | - Датум снимања: 29. јун 2007. година - Датум објављивања: 30. август 2011. година - Издавачка кућа: Имортал - Формат(и): DVD              | - Уживо концерт сниман на фестивалу Јурокнес у Белфору, Француска |

### Музички видео-спотови
| Наслов видео-спота                                                           | Година издања | Продуцент(и)                |
| ---------------------------------------------------------------------------- | ------------- | --------------------------- |
| "Stronger Than Me"                                                           | 2003          | Енрико Занети               |
| "Take the Box"                                                               | 2003          | Кајл Итон                   |
| "In My Bed"                                                                  | 2004          | Пол Гор                     |
| "Fuck Me Pumps"                                                              | 2004          | Марлен Рајн                 |
| "Rehab"                                                                      | 2006          | Фил Грифин                  |
| "You Know I'm No Good"                                                       | 2007          | Фил Грифин                  |
| "Back to Black"                                                              | 2007          | Фил Грифин                  |
| "Tears Dry on Their Own"                                                     | 2007          | Давид Лашапел               |
| "Love Is a Losing Game" (монтажна верзија)                                   | 2007          | Непознато                   |
| "Love Is a Losing Game" (уживо верзија)                                      | 2007          | Непознато                   |
| "Valerie" (Марк Ронсон и група The Winettes)                                 | 2007          | Роберт Хејлс                |
| "Just Friends"                                                               | 2008          | Ентони Матил и Роберт Семер |
| "#Верзија Тонија Бенета и Ејми Вајнхаус\|Body and Soul" (са Тонијем Бенетом) | 2011          | Унџо Мун                    |
| "Our Day Will Come"                                                          | 2011          | Непознато                   |